# لاي بيد
لاي بيد هي مدينة في مقاطعة شاهين شهر وميمة، إيران. عدد سكان هذه المدينة هو 1,832 في سنة 2016.